# Hugo Kappler
Hugo Kappler (...) è un ex giocatore di football americano francese che ha giocato come offensive lineman.